# Escudo de armas de Villena

Escudo de Villena.

El escudo de armas de Villena tiene el siguiente blasonamiento:

Escudo dividido en aspa con un quinto cuartel circular sobre el todo. En el primer cuartel, de azur, hay un castillo de oro y donjonado de tres torres, aclarado de gules y mazonado de sable, mientras que en el segundo, de plata, se ve un león rampante de púrpura linguado y uñado de gules. En el tercer cuartel, de gules, se aprecia una mano de plata armada de una espada de plata sumada de medio vuelo de oro y en el cuarto, de oro, hay tres árboles al natural arrancados y terrazados. Por su parte, en el quinto cuartel, de azur con filiera de plata, se observan dos peces encontrados de plata en palo. Como timbre una corona real abierta.

## Historia
Una de las descripciones más antiguas del escudo de Villena es la siguiente, que se encuentra en la Relación enviada a Felipe II en 1575:

Y esta çiudad tiene por armas un escudo con un leon a la parte derecha, e a la izquierda, una ala con una espada y en medio, un castillo sobre una peña, y debaxo dellas, tres pinos. Estas quedaron en algunas obras y edifiçios antiguos, que pareçe se hizieron en tienpo del ynfante don Juan Manuel, cuyas fueron dichas ynsignias de armas.

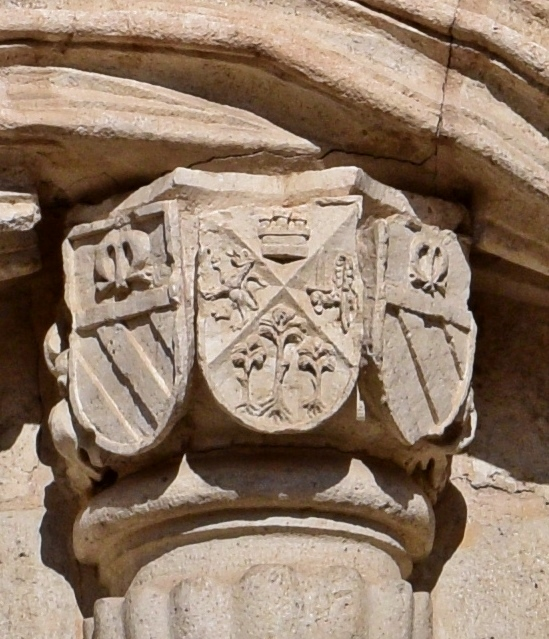
Escudo de la ciudad, esculpido en el en la Iglesia Arciprestal de Santiago.

El león y la mano alada (Manu-ala) son herencia del infante Don Manuel, primer señor de la entonces villa. El castillo recuerda su pertenencia histórica a la Corona de Castilla, mientras que los tres pinos y el estanque hacen referencia a la laguna de Villena, su mayor fuente de riqueza. La corona, tradicionalmente interpretada como de infante o ducal según las fuentes, se interpreta actualmente como corona real abierta de acuerdo con la ley valenciana.
El escudo tradicional de Villena, de uso muy antiguo, se oficializó el 27 de noviembre de 2010, según un diseño realizado por profesores en heráldica y catedráticos encabezados por Inocencio Galindo. Hasta la fecha de su oficialización, hubo desacuerdo en la posición del león: unos defendían la figura tal como estaba en el último escudo que utilizara el Ayuntamiento, y otros consideraban que se debería intercambiar en orden de los cuarteles segundo y tercero, y que el león mirara a la derecha, como se ve en el sello que utilizaba el municipio desde, al menos, 1477 y hasta 1918; y de acuerdo con el escudo del infante Juan Manuel, como el que se encuentra en el convento de San Pablo de Peñafiel, que él mandó construir y donde se halla enterrado.
El 4 de octubre de 2012, previo informe favorable del Consejo Técnico de Heráldica y Vexilología Local de la Comunidad Valenciana, fue habilitado por la Generalidad Valenciana como escudo oficial.